# 2004년 대만의 텔레비전 드라마 목록
다음은 2004년에 타이완의 텔레비전에서 방송되었던 드라마 프로그램을 나열한 목록이다.

## 작품 목록
- 《구혼사무소》
- 《극속전설》
- 《남정격이》
- 《마르스》
- 《미가늑지무》
- 《미비색무》
- 《수월동천 2 - 영경전기》
- 《승공고비》
- 《아적비밀화원 2》
- 《아적총물노공》
- 《애상천금미미》
- 《애재성광찬란시》
- 《애정마계》
- 《양문호장》
- 《연애계약》
- 《자금지전》
- 《자등련》
- 《천국적가의》
- 《투어》
- 《투어 2》
- 《풍운 2》
- 《후조e인》

## 같이 보기
- 타이완의 텔레비전 드라마 목록
- 2000년대 타이완의 텔레비전 드라마 목록